# Siete durmientes de Éfeso
En las tradiciones islámicas y cristianas, los Siete durmientes, también conocidos como Durmientes de Éfeso o Compañeros de la Cueva, es una leyenda medieval sobre un grupo de jóvenes que se ocultó dentro de una cueva en la afueras de la ciudad de Éfeso alrededor del año 240 d. C., huyendo de una de las persecuciones romanas contra los cristianos, para salir unos trescientos años después. Otra versión de la historia aparece en el Corán (18:9–26). Fue traducida al persa, kirguís y tártaro.La Iglesia católica conmemora su festividad el 27 de julio.

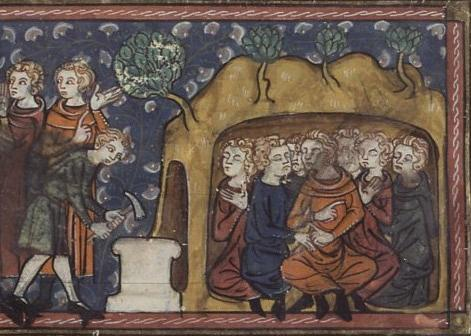
Los siete durmientes de Éfeso en una ilustración de un manuscrito del.

La leyenda de los siete durmientes de Éfeso es una de las más antiguas del Cristianismo. La versión más antigua de esta historia procede del obispo sirio Jacobo de Sarug (c. 450-521), que a su vez deriva de una fuente griega anterior, hoy perdida. Un resumen de esta historia aparece en los escritos de Gregorio de Tours (538-594) y en la Historia de los Lombardos de Pablo el Diácono (720-799). La versión occidental más conocida de la historia aparece en la Leyenda áurea de Santiago de la Vorágine (1259-1266). Véase BHO (Pueri septem) ##1012-1022; BHG (Pueri VII) ##1593-1599; BHL Dormientes (Septem) Ephesi ##2313-2319.
Hay testimonios escritos de esta historia en, al menos, nueve lenguas medievales y se conservan en más de doscientos manuscritos, fechados principalmente entre los siglos IX y XIII. Entre ellos figuran ciento cuatro manuscritos en latín, cuarenta en griego, treinta y tres en árabe, diecisiete en siríaco, seis en etíope clásico, cinco en copto, dos en armenio, uno en irlandés medio y uno en inglés antiguo. También se tradujo al sogdiano. En el siglo XIII, el poeta anglonormando Chardri compuso una versión en francés antiguo.
El Martirologio romano menciona a los Siete Durmientes de Éfeso en la fecha del 27 de julio (junio según el calendario Vaticano II). El calendario bizantino los conmemora con fiestas el 4 de agosto y el 22 de octubre. El calendario irlandés del siglo IX Félire Óengusso conmemora a los Siete Durmientes el 7 de agosto. Los calendarios ortodoxos sirios dan varias fechas: 21 de abril, 2 de agosto, 13 de agosto, 23 de octubre y 24 de octubre.

## Interpretación cristiana
Durante el reinado del emperador Decio (249-251 d. C.), se trató de imponer culto al emperador. Según la leyenda, el emperador visitó la ciudad anatolia de Éfeso y exigió a la población realizar un sacrificio a los dioses paganos, a lo que se resistieron solamente siete jóvenes nobles, cuyos nombres eran, según Simeón Metaphrastes: Maximiliano, Iámblico, Martín, Juan, Dionisio, Exacustodio y Antonino (según Gregorio de Tours: Aquílides, Diomedes, Diógeno, Probato, Estéfano, Sambato y Quiriaco).
Decio les dejó tiempo para que reflexionaran y partió esperando que a su vuelta hubieran abjurado de sus creencias cristianas, pues de lo contrario serían ejecutados. Sin embargo, dieron todas sus posesiones a los pobres y huyeron a las fragosidades de la sierra llevando consigo solo unas cuantas monedas, donde encontraron una gruta en que ocultarse. Los hombres de Decio los descubrieron allí dormidos y éste mandó taponar la boca de la cueva con grandes piedras para que murieran. La leyenda asegura, sin embargo, que los jóvenes siguieron durmiendo sin despertar ni sufrir hambre, sed o frío. 
Pero un cristiano vino y escribió en el exterior los nombres de los mártires y su historia.
El Imperio terminó abrazando el cristianismo y en el reinado de Teodosio II (408-450) un rico hacendado llamado Adolio mandó abrir la cueva de los durmientes para usarla como establo, de forma que los muchachos despertaron y, creyendo que seguían en el reinado de Decio, mandaron a Dionisio a comprar comida en Éfeso, para poder comer antes de entregarse.
Dionisio llega a Éfeso y sigue la historia usual de malentendidos. Él se maravilla al ver cruces sobre las iglesias, y la gente no puede entender dónde consiguió él dinero acuñado por Decio. Por supuesto, por fin sale a la luz que la última cosa que él conoció fue el reinado de Decio; en algún momento el obispo y el prefecto suben a la cueva con él, donde encuentran a los otros seis y la inscripción. Mandan a buscar a Teodosio II, y los santos le cuentan su historia. Todos se regocijan ante esta prueba de la resurrección de la carne. Los durmientes, tras haber aprovechado la ocasión con un largo discurso, mueren entonces alabando a Dios.
Teodosio II quiso construirles tumbas de oro, pero los jóvenes se le aparecieron en un sueño y lo convencieron para que los enterrase en la cueva.
Los durmientes fueron canonizados tanto por la Iglesia católica como por la Ortodoxa. Su día para el calendario romano es el 27 de julio (hasta que la festividad fue abolida en 1969 por la reforma de la Misa) y para el calendario bizantino, el 22 de octubre. Voltaire, al comentar esta leyenda, dijo con ironía que el milagro de los siete durmientes de Éfeso hubiera sido más eficaz si los chicos hubiesen despertado antes de que el cristianismo se impusiera en el Imperio romano, cuando todavía quedaban escépticos que convencer.

## En la literatura
Un argumento parecido se encuentra en la leyenda popular japonesa de Urashima Tarō. Alfonso X el Sabio, en la cantiga CIII de las Cantigas de Santa María alude a una leyenda similar originada en Ero de Armenteira, a su vez muy parecida a la de otro abad medieval, Virila. También se cita en El diablo cojuelo (1641), de Luis Vélez de Guevara. 
El cuento «Rip van Winkle» de Washington Irving parece inspirarse en esta leyenda de los durmientes de Éfeso.
En la literatura del siglo XX la leyenda se cita en la última novela del escritorargentino Manuel Mujica Lainez, El escarabajo (1982), y en la novela del escritor turco Orhan Pamuk Me llamo Rojo (1998).
Aparece también una referencia en el artículo "El origen de algunas palabras de nuestro léxico popular", de Roberto Arlt (Aguafuertes porteñas).
Jorge Luis Borges los cita en su cuento "El Zahir" de "El Aleph" (1949) "...en la antigua moneda que ofreció uno de los durmientes de Éfeso".